# José Ignacio Thames
José Ignacio Thames (San Miguel de Tucumán, 15 de agosto de 1762 - San Miguel de Tucumán, 9 de febrero de 1832) fue un sacerdote y político argentino, siendo uno de los firmantes por Tucumán de la Declaración de la Independencia de las entonces conocidas como Provincias Unidas en Sudamérica.

## Biografía
Nació en Tucumán y estudió en la Universidad de Córdoba, doctorándose en teología en 1784. Volvió a Tucumán donde ejerció su ministerio hasta que en 1798 fue designado cura párroco de El Alto, provincia de Catamarca. Quince años después fue ascendido a la categoría de canónigo de la catedral de Salta, (1813). Fue partidario de la Revolución de Mayo. En 1815 fue elegido presidente de la Junta que eligió diputados por esa provincia en el Congreso de Tucumán; al mismo tiempo fue elegido diputado por Tucumán junto con Pedro Miguel Aráoz. 
Su actuación en las sesiones del congreso fue destacada y llegó a presidirlo durante un mes, además de formar parte de varias comisiones y firmar el Acta de la Independencia el 9 de julio de 1816. Propugnó una monarquía incaica como forma de gobierno. En 1818, con el Congreso ya en Buenos Aires, fue elegido vicepresidente. En ese mismo año renunció y retornó a Salta a ocupar su puesto de canónigo en la Catedral. Finalmente regresó a Tucumán.
Durante el último período de Aráoz, en 1921, fue de nuevo diputado a la Sala de Representantes. Entre 1824 y 1825 volvió a El Alto donde fue un párroco ejemplar.
Falleció en Tucumán el 9 de febrero de 1832 a los 71 años; su partida de defunción fue firmada por su primo, el después obispo de Salta, José Eusebio Colombres, que también fue diputado al Congreso de Tucumán.
Sus restos fueron sepultados en la antigua necrópolis anexa al derruido edificio de la Iglesia Matriz de aquella ciudad. Hoy existe en el lugar una playa de estacionamiento.

## Homenajes
Una localidad del centro-oeste de la provincia de Buenos Aires, una calle de la ciudad de Buenos Aires, una calle que recorre las localidades de Villa Luzuriaga y San Justo (partido de La Matanza) y una calle en la ciudad de San Miguel de Tucumán llevan su nombre como homenaje. También una calle en la ciudad balnearia de Mar del Plata, lleva su nombre.